# Wymiarki (województwo lubuskie)
Wymiarki (do 1945 r. niem. Wiesau, t. Wiese, Wiesa) – wieś w Polsce położona w województwie lubuskim, w powiecie żagańskim, w gminie Wymiarki. Położona w północnej części Borów Dolnośląskich nad rzeką Otwiernicą.
W latach 1975–1998 miejscowość administracyjnie należała do województwa zielonogórskiego.
Miejscowość jest siedzibą władz gminy Wymiarki. Znajduje się tutaj Huta Szkła Wymiarki.

## Historia
Wieś wzmiankowana w 1427 powstała nie wcześniej niż w XIV wieku, wcześniej istniała tutaj jedynie karczma. Ok. 1550 uruchomiono tu kuźnię żelaza, osada rozwinęła się dopiero po wojnie trzydziestoletniej. 
Pierwsza huta szkła powstała w 1677 (w pewnych źródłach huta powstała w latach 1656–1657), jej założycielem był czeski książę, właściciel księstwa żagańskiego – Wacław Euzebiusz von Lobkovitz. W XVIII wieku była to najwydajniejsza huta szkła na Śląsku, produkowała żyrandole, puchary, kufle i szkło butelkowe. W latach 1759–1760 dwukrotnie wybuchał w niej pożar, po odbudowie zwiększyła produkcję i zatrudnienie, w 1763 zatrudniała 53 hutników. W 1770 król pruski Fryderyk II Wielki zamówił szkło taflowe do okien w Nowym Pałacu w Poczdamie. 
Pierwotnie ulicówka, przekształcona w 2. połowie XIX w. (po wybudowaniu linii kolejowej Jankowa Żagańska-Sanice) w wielodrożnicę o charakterze miejskim. Historyczny ośrodek pracy chałupniczej.
W Wymiarkach urodził się Zbigniew Gut (1949–2010), piłkarz, reprezentant Polski.

## Demografia
- 1787 – 279 osób[6]
- 1939 – 1172 osoby[7]
- 2009 – 1239 osób

## Lista właścicieli[8]
- 1427 – von Melhose
- 1571 – von Schellendorf
- 1595-1630 – von Dyhrn
- 1630 – Wallenstein
- 1649 – von Schellendorf
- 1654-1671 – von Rohr
- po 1671 – książęta żagańscy

## Zabytki
Do wojewódzkiego rejestru zabytków wpisane są:
- zespół huty szkła "Augusta", obecnie "Wymiarki", ul. Księcia Witolda 11, z lat 1886-1807
  - budynek wielofunkcyjny
  - budynek produkcyjny
  - magazyn form
  - budynek regeneracji
  - warsztat elektryczny
  - warsztaty
  - magazyn techniczny
  - budynek głównego technologa
  - komin
  - willa właściciela, obecnie budynek administracyjny
  - ogród willowy
  - ogrodzenie od strony zachodniej.

## Sport
W miejscowości istniał piłkarski Klub Sportowy „Iskra” Wymiarki założony w 1951 roku oraz stowarzyszenie Ju Jitsu Shogun (rok założenia 2000).